# Gente en sitios
Gente en sitios es una película cómica española (en formato de sucesión de gags), estrenada en septiembre de 2013 y dirigida por Juan Cavestany.

## Galardones
La cinta ha obtenido diversas distinciones, candidaturas y premios cinematográficos, entre los que destacan los siguientes:
- Premio Especial del Jurado en el Festival de Cine de Sitges 2013 (Sección Noves Visions).[3]

- Nominación a Medalla del Círculo de Escritores Cinematográficos 2013 al mejor guion original.[4]

- Cuatro candidaturas a los Premios Goya 2014: Mejor película, Mejor dirección, Mejor guion original y Mejor montaje.[5]

- Mejor tráiler de los Premios Feroz 2014 (ex aequo con Los amantes pasajeros).[6]

- Premio Sant Jordi de Cinematografía (2014) a la mejor película.[7]

- Nominación a los Premios Asecan 2015 a la mejor película española.[8]

## Sinopsis
Se trata de una comedia sobre gente que no sabe vivir ni hacer las cosas, pero no deja de intentarlo, fijándose en los demás y/o haciéndolo fatal. Es una película que esta siempre empezando y a la vez siempre culminando, pero nunca resolviéndose más que en el arranque de lo siguiente. Una película en la que todo es casi imposible de conocer del todo y al mismo tiempo, completamente claro y evidente en sí mismo. Es una comedia política y social, de seres humanos en sitios haciendo cosas.

## Reparto
| - Raquel Guerrero - Jorge Cabrera - David Luque - Diego Martín - Eulalia Ramón - Adriana Ugarte - Alberto San Juan - Alicia Rubio - Ana Hernández - Ana Rujas - Ángela Boix - Antonio de la Torre - Carlos Areces - Carmen Luna - Clara Sanchis - Coque Malla - David Pareja - Dídac Alcaraz - Eduard Fernández - Eduardo Velasco - Elisabet Gelabert - Enric Benavent - Ernesto Alterio - Ernesto Sevilla - Esperanza Candela - Eva Llorach - Felicidad Rodríguez - Fernando de Luxan | - Francesc Garrido - Gabriel Salas - Guadalupe Lancho - Gustavo Salmerón - Inma Isla - Irene Escolar - Irene García - Isabel de Antonio - Israel Elejalde - Jacinto Salgado - Javier Botet - Javivi - Javier Gutiérrez - Jero García - Jorge Bosch - José Ángel Egido - Josean Bengoetxea - Juan Carlos Monedero - Juan José Del Rey - Juan Antonio Quintana - Julián Génisson - Julián Villagrán - Lorena Iglesias - Luis Bermejo - Luis Callejo - Luis García Morato - Lupe Cartie Roda - Manu Hernández | - María de Casas - Maribel Verdú - Martiño Rivas - Miguel Esteban - Miquel Insua - Nacho Marraco - Nacho Villalba - Natalia Díaz - Nuria Gallardo - Pablo Cavestany - Pilar López - Pilar Matas - Raúl Arévalo - Raúl Cavero - Raúl Jiménez - Roberto Álamo - Rodrigo Poisón - Rossio Lozada - Sandra Almendros - Santiago Segura - Sergio Ribeiro - Silvia Marsó - Tino Martínez - Tomás Pozzi - Toni Martínez - Tristán Ulloa - Tusti de las Heras - Virginia Nölting |